# Tono (acústica)

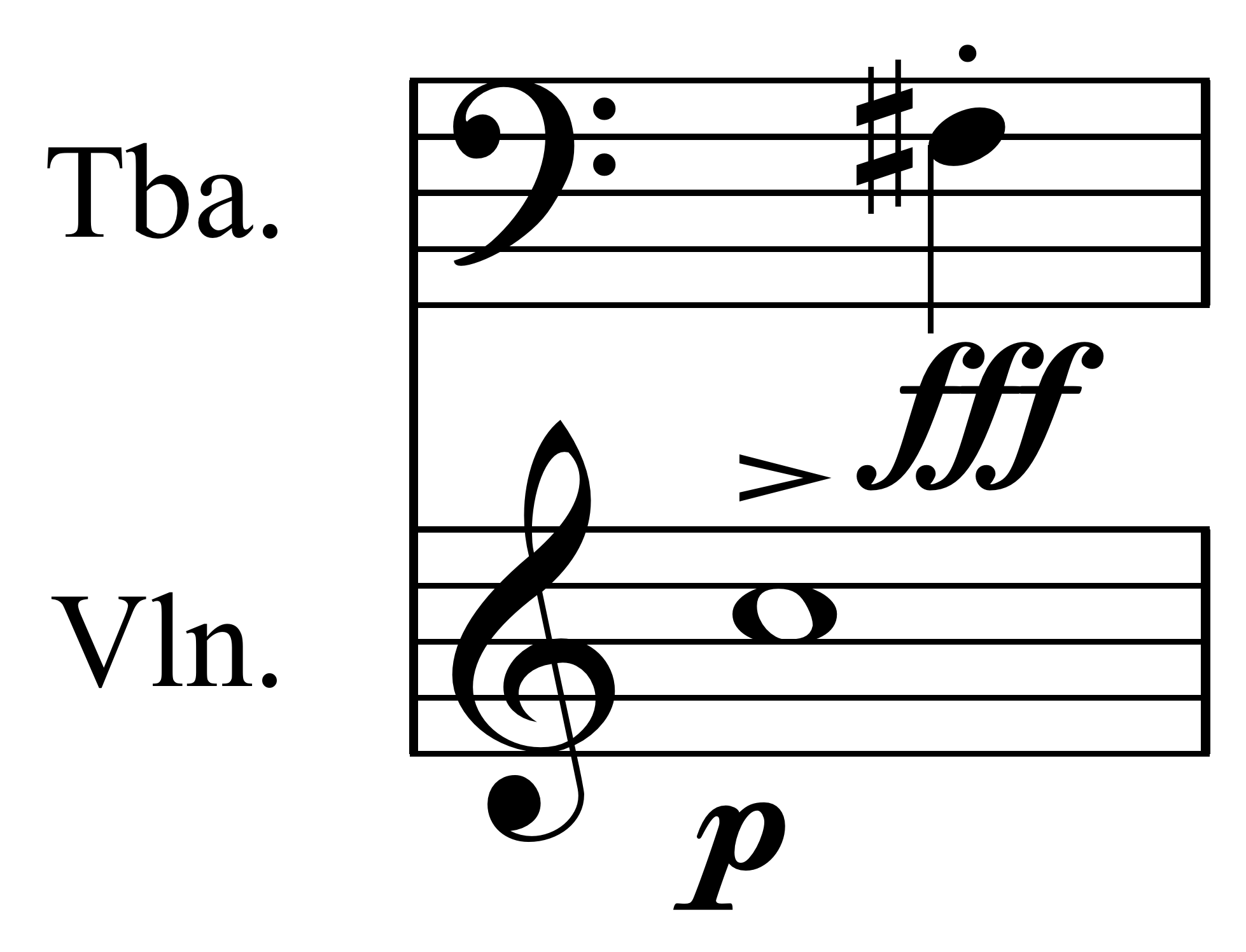
Aspecto gráfico de la ilustración musical.

El tono es la sensación auditiva o atributo psicológico de los sonidos que los caracteriza por ser más agudos o más graves en función de la frecuencia, cuyas propiedades son físicas.  
Un tono puro corresponde a una onda senoidal, es decir, una función del tipo f(t) = A sen(2 π f t), donde A es la amplitud, t es el tiempo y f la frecuencia. 
En el mundo real no existen tonos puros, pero cualquier onda periódica se puede expresar como suma de tonos puros de distintas frecuencias. Existiría una frecuencia fundamental y varias frecuencias múltiplos de la fundamental, llamados armónicos. Las frecuencias de estos armónicos son un múltiplo entero de la frecuencia principal. 
Cuando a un tono se le aplica el análisis de Fourier, se obtiene una serie de componentes llamados parciales armónicos (o armónicos, a secas), de los cuales el primero o fundamental y los que tienen un número de orden que es una potencia de 2 (2, 4, 8, 16...) tienen alguna similar sensación de tono que el primero por sí solo (ya que al estar a distancia de octava, el oído humano suele percibirlas como "las mismas notas pero más agudas"). El resto de parciales armónicos se perciben como otros sonidos distintos del fundamental, lo que enriquece el sonido. De esta forma, los sonidos cuyos armónicos potencias de 2 son algo más sonoros que el resto, son percibidos como sonidos con un timbre más nasal, hueco o brillante, mientras que los sonidos donde son algo más sonoros otros parciales armónicos, son percibidos como sonidos con un timbre más lleno o completo, redondo u oscuro. Todos los parciales armónicos, en su conjunto determinan el timbre musical. 
La forma en que es percibido el tono es lo que se conoce como altura del sonido, que determina cómo de bajo o alto es ese sonido, aunque es normal que se utilice tono como sinónimo de altura.